# Rio Guşoeni
O Rio Guşoeni é um rio da Romênia, afluente do Pesceana, localizado no distrito de Vâlcea.